# Johann Fischer (Sammler)

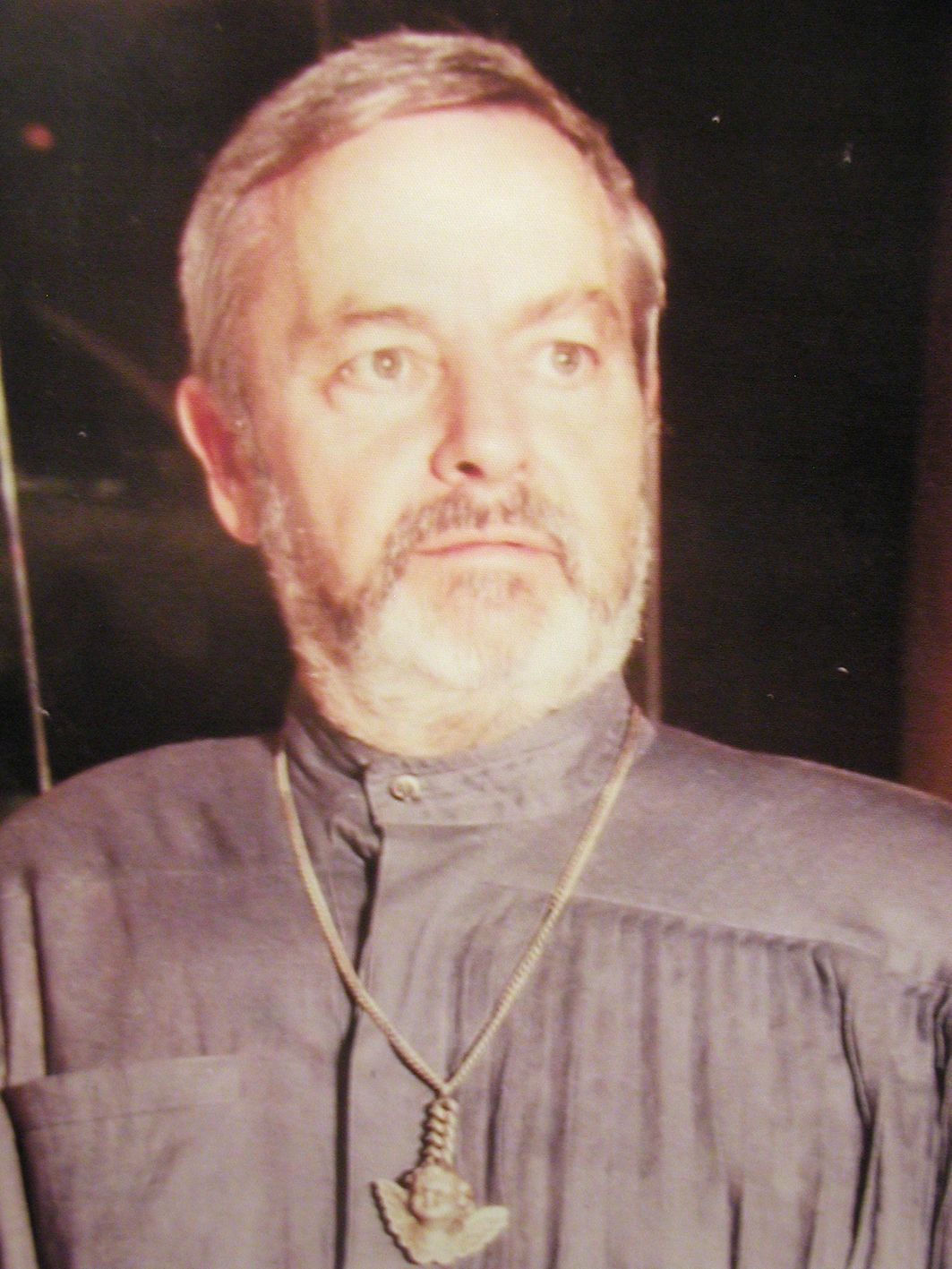
Johann Fischer, der Engelsammler

Johann Fischer (* 4. November 1934 in Kürten; † 30. Mai 2012 in Bergisch Gladbach) war ein deutscher Sammler, der eine sehr große Sammlung von Engeln zusammengetragen hat.

## Leben
Johann Fischer lebte in Engeldorf, einem Ortsteil in Kürten. Er war viele Jahre Präsident des Karnevalsvereins KCK 5067 Blau-Gold Kürten, der sich 2011 auflöste. 1985 verunglückte er mit seinem Auto so schwer, dass er in ein Krankenhaus eingeliefert werden musste. Abends besuchte ihn seine Tochter und brachte ihm einen Schutzengel mit, den er später in sein Auto hängte. Dazu gab es den Spruch: „Fahr nicht schneller, als dein Schutzengel fliegen kann.“ Das war für ihn der Anlass, von diesem Zeitpunkt an eine große Sammlung an Engeln zusammenzutragen.

## Die Engelsammlung
Auf allen Floh- und Trödelmärkten, bei Antikhändlern und jeder sich sonst bietenden Gelegenheit ging er wie in einem Rausch auf die Suche nach Engeln jeglicher Art. Es handelte sich dabei um Puppen, Schnitzereien, Metallgussengel, Uhren als Engel, Bilder, Gemälde und so weiter. 2012 zählte die Sammlung 12.642 Exemplare. Damit hatte sie einen Weltrekord erreicht, der in das Guinness-Buch der Rekorde eingetragen wurde.
Später suchte er nach einem Partner, der die Sammlung übernehmen und weiterführen könnte. Im Jahr 2009 kam es zu einer Übergabe der Sammlung an die Gemeinde Engelskirchen. Man ging dabei von rund 15.000 Engeln aus. Dort wurde am 20. November 2015 das neue Erste Deutsche Engel-Museum Engelskirchen eröffnet.